# Iavrovo, Plovdiv
Iavrovo (în bulgară Яврово) este un sat în comuna Kuklen, regiunea Plovdiv,  Bulgaria. 

## Demografie
Componența etnică a satului Iavrovo
     Bulgari (100%)
     Nicio identificare (0%)
     Altele (0%)
La recensământul din 2011, populația satului Iavrovo era de 68 locuitori. Din punct de vedere etnic, toți locuitorii erau bulgari.